# Sunosuchus
Sunosuchus è un genere estinto di rettili, appartenente ai crocodilomorfi. I suoi resti sono stati ritrovati in Asia (Cina, Thailandia, Asia centrale) e risalgono al Giurassico medio-superiore (circa 160-155 milioni di anni fa).

## Descrizione
Questo animale assomigliava all'attuale gaviale del gange (Gavialis gangeticus), in quanto il cranio si prolungava in un muso sottile e allungato recante numerosi denti lunghi e acuminati. Il corpo era simile a quello di molti altri crocodilomorfi del Giurassico, e denotava adattamenti alla vita semiacquatica. Rispetto ad altre forme simili, come Goniopholis, il sunosuco raggiungeva dimensioni maggiori (lunghezza 4-5 metri) e possedeva un muso più lungo e stretto.

## Classificazione
Il sunosuco era un parente alla lontana dei coccodrilli, e faceva parte di quel grande gruppo di rettili arcosauri noti come crocodilomorfi. Tra questi, il sunosuco era un membro piuttosto avanzato, e sembrerebbe vicino all'origine dei veri coccodrilli. Sunosuchus è classificato nella famiglia dei goniofolididi (Goniopholididae), che comprende anche Goniopholis ed Eutetrauranosuchus. Sono note varie specie di Sunosuchus: in Cina (S. junggarensis, S. miaoi), in Thailandia (S. thailandicus) e in Asia centrale.